# Futurum perfektum
Futurum perfektum eller futurum exactum (latin afsluttet fremtid) = førfremtid er en 
er en grammatisk tid, tempus, der placerer en handling som afsluttet forud for noget fremtidigt, som står i futurum.
På dansk dannes futurum perfektum perifrastisk ved hjælpeverbet ville i nutidsform efterfulgt af have eller være i navnemåde og et fuldverbum i supinum (kort tillægsform), f.eks. "vil være faldet".
Blive i supinum kan indsættes før fuldverbet, f.eks. "vil være blevet hentet" til at ændre diatese til blive-passiv.
Relaterede tempusformer er futurum, futurum in præterito og futurum perfektum in præterito.

## Eksempler
- Spansk futuro perfecto: Cuando vengas, ya habré hecho la comida – Når du kommer, vil jeg allerede have lavet maden. (Her er vengas præsens konjunktiv (med værdi af futurum)): når du kommer ud i fremtiden, vil jeg forud, men også fremtidigt i forhold til nu, blot afsluttet før vengas/du kommer, have lavet mad; vil have lavet er en omskrivning, der forsøger at gengive en futurum perfektum).
- Latinsk futurum exactum: Si viro bono affueris, beatus erit – Hvis du står den gode mand bi, vil han være lykkelig (affueris – du vil have bistået (førfremtid); erit – vil blive (fremtid)). Sætningen er lånt fra gamle Mikkelsens latinbog fra 1878, §59.
- Tysk Futur II: Nächstes Jahr um diese Zeit werde ich meinen Führerschein gemacht haben. – Næste år ved denne tid vil jeg have taget kørekort. — Futur II (futurum exactum) er afsluttet på et fremtidigt tidspunkt. En almindelig fremtid (futurum simplex) kaldes Futur I (futurum); men formerne hører primært til i ældre og litterært sprog og er vigende i moderne talesprog, hvor der bruges samme tider som på dansk.